# Douglas DC-5
Dimensions
Le Douglas DC-5 est un avion bimoteur construit par Douglas Aircraft Company entre 1939 et 1940. Il s'agit d'un avion conçu pour compléter les DC-3 et DC-4 sur de courtes distances, mais le déclenchement de la seconde guerre mondiale interrompt sa commercialisation.

## Description
Il est le seul avion de ligne de Douglas à aile haute. C'est aussi le premier avion à concilier cette disposition de voilure avec un train tricycle avant.
Volant pour la première fois le 20 février 1939, il est propulsé par deux moteurs Wright Cyclone de 900 ch remplacés par la suite par une version plus puissante du même moteur, avec 1 100 ch. Il dispose d’un train d’atterrissage tricycle rentrant avec un aménagement de 16 à 22 passagers.

## Carrière
Quelques commandes sont passées dont 9 par l’ancienne British Airways. Seule la KLM en prend livraison dont deux vont aux Caraïbes anglophones et deux à la KNILM. Les appareils des Caraïbes vont ensuite à la KNILM dont 3 aident à l’évacuation de civils à Java avant de passer aux mains d’Australian National Airways et de la RAAF.
Mais au moment de son entrée en service en 1940, la Seconde Guerre mondiale met fin à sa carrière, Douglas Aircraft se convertissant dans la production d'avions militaires. La production n'est pas reprise à la fin du conflit. Seuls cinq exemplaires civils sont construits ; plus aucun n'existe de nos jours.
Le DC-5 est désigné en tant que C-110 par l'US Air Force et en tant que R3D par l'US Navy, ces derniers au nombre de sept exemplaires sont utilisés par l’US Navy et le Marine Corps pour le transport de personnel, de parachutistes et de fret. Le dernier exemplaire survivant est brièvement utilisé par l'armée de l'air israélienne naissante.